# Juan José Balcázar
Juan José Balcázar Sánchez (* 18 de junio de 1971 en Guadalajara, Jalisco, México) es un futbolista mexicano retirado que jugaba en la posición de delantero. Jugó para el Club Deportivo Guadalajara, Club Santos Laguna, Tecos Fútbol Club, Real Sociedad de Zacatecas, Bachilleres y Gallos de Aguascalientes. Es sobrino de Tomás Balcázar y tío de Javier Hernández Balcázar.
Se formó en las fuerzas básicas del Club Deportivo Guadalajara. En 1988 participó en el torneo Copa de la Amistad organizado en la ciudad de Denver, Colorado, siendo parte del equipo sub-19 dirigido por "Chuco" Ponce. En 1991 es integrado al primer equipo.
Su debut profesional se da el 3 de diciembre de 1992 en un partido entre el Guadalajara y Santos Laguna, entrando de cambio por Mario Arteaga. Sólo anotó un gol con Chivas en el torneo de liga y fue ante el América entrando de cambio, partido realizado en el Estadio Azteca, correspondiente a la segunda vuelta del torneo 1992-93. El Guadalajara perdió el partido por marcador de 2-1.
En 1994 fue cedido al Club Santos Laguna junto con Benjamín Galindo y Everaldo Begines a cambio de Ramón Ramírez. Para 1995 pasa al equipo de la Universidad Autónoma de Guadalajara, en 1996 a la Real Sociedad de Zacatecas, en 1997 con Bachilleres y finalmente en 1999 se retira con los Gallos de Aguascalientes.